# 石山志保
石山 志保（いしやま しほ、1974年〈昭和49年〉6月29日 - ）は、日本の政治家、環境官僚。福井県大野市長（2期）。

## 来歴
愛知県安城市生まれ。1997年（平成9年）3月、東京大学工学部卒業。同年4月、環境省に入省。国立公園の自然環境保全などに従事。結婚を機に2005年（平成17年）3月、同省を退職。夫の郷里の福井県大野市に移住。同年4月、大野市役所に入庁し、文化財保護室次長に就任した。
2018年（平成30年）2月28日、大野市役所を退職。同年3月28日、任期満了に伴う大野市長選挙に立候補する意向を表明した。6月17日に行われた市長選で元市議の高田育昌との一騎打ちを制し、初当選を果たした。これにより福井県内、また北陸3県で初めての女性の自治体首長が誕生した。7月7日、市長就任。
※当日有権者数：28,511人 最終投票率：61.40%（前回比：pts）
| 候補者名 | 年齢 | 所属党派 | 新旧別 | 得票数   | 得票率 | 推薦・支持                 |
| -------- | ---- | -------- | ------ | -------- | ------ | -------------------------- |
| 石山志保 | 43   | 無所属   | 新     | 10,316票 | 59.44% | （推薦）自由民主党・公明党 |
| 高田育昌 | 57   | 無所属   | 新     | 7,039票  | 40.56% |                            |

2022年6月12日に投開票が行われた市長選挙で再選。
※当日有権者数：26,638人 最終投票率：49.88%（前回比：-11.52pts）
| 候補者名     | 年齢 | 所属党派           | 新旧別 | 得票数   | 得票率 | 推薦・支持 |
| ------------ | ---- | ------------------ | ------ | -------- | ------ | ---------- |
| 石山志保     | 47   | 無所属             | 現     | 10,861票 | 82.98% |            |
| ダニエル益資 | 42   | 福井県をよくする会 | 新     | 2,228票  | 17.02% |            |

## 市政
- 2020年（令和2年）6月1日、新型コロナウイルス対策の財源に充てるため、自身の6月期末手当を20％減額する条例案を市議会定例会に提出した。副市長と教育長については10％減額する[7]。6月18日、市議会は同条例案に関する専決処分を承認[8]。
- 2021年（令和3年）1月23日、田中雄一郎副市長が飲酒運転をし、単独物損事故を起こした。田中は1月24日に退職願を石山に提出したが、石山はこれを受理せず、1月25日付で田中を解職した。田中は2期目4カ月分の退職手当約77万円の受給権を放棄した[9][10]。3月24日、大野市議会は、後任の副市長に福井県教育庁副部長の南谷憲児を選任する人事案に同意した[11]。